# Vampyros Lesbos
Vampyros Lesbos (Vampyros Lesbos - Die erbin des Dracula) è un film del 1971 diretto da Jesús Franco.
Si tratta di una versione al femminile del Dracula di Bram Stoker, ambientata in tempi moderni e basata su un intreccio di psicanalisi, erotismo, musica (la colonna sonora è diventata un cult) e metafisica.
La storia è ambientata a Istanbul e dintorni. La parte della protagonista è interpretata da Soledad Miranda, attrice spagnola morta giovanissima in un incidente automobilistico e protagonista di altri film dello stesso regista.

## Trama
Linda è una giovane donna che lavora in uno studio di avvocato a Istanbul. In cura dallo psicanalista, gli racconta di sognare regolarmente un'affascinante brunetta. Una sera, con il fidanzato Omar, vede in un night-club la donna del sogno esibirsi in un numero erotico con una finta donna manichino. Incaricata di occuparsi di un'eredità, Linda si reca in un'isola sperduta dell'Asia minore per incontrare la contessa Nadine Korody e si trova faccia a faccia con la donna del sogno ricorrente. Dopo averla addormentata dolcemente con un vino speciale, Nadine seduce Linda e la vampirizza.
Nel frattempo, il dottor Seward tiene in cura una giovane psicotica, Agra, anch'essa ossessionata dal pensiero della contessa Nadine. Linda è condotta nella stessa clinica, dove il luminare la istruisce su come liberarsi dal potere della vampira. Nadine, sdraiata su un lettino, racconta al fedele servo muto, Morpho, la storia della violenza subita dal vecchio Conte Dracula, che l'ha spinta ad odiare gli uomini. Ora ella teme la scienza del dottor Seward, a cui fa visita di notte, facendolo uccidere dal servo Morpho. Nella clinica, si reca un'ultima volta a salutare Agra, la sua vittima-amante di un tempo.
Quando Linda raggiunge nuovamente Nadine nell'isola, la trova agonizzante per la sete di sangue. Pur amandola, decide di seguire le istruzioni di Seward e la uccide perforandole il cranio con un paletto. Morpho, disperato, si uccide a sua volta, mentre a distanza, nella clinica, Agra muore in perfetta sincronia con Nadine. Omar e lo psicanalista accorrono sull'isola, dove trovano Linda sconvolta. I corpi di Nadine e di Morpho sono scomparsi, rimane sono il foulard rosso che indossava Nadine. Il fidanzato la rassicura dicendole che il tempo cancellerà quel ricordo, ma Linda sa che non è così.

## Versioni
Il film fu distribuito in Germania e Francia, in versione probabilmente integrale, anche se solo nella versione tedesca. I titoli di testa contengono una citazione da Heinrich Heine. In Spagna fu invece drasticamente tagliato e modificato dalla censura locale, per essere distribuito con il titolo Las vampiras. L'eliminazione delle scene erotiche ebbe tali conseguenze sulla trama da rendere necessaria l'aggiunta di numerosi interventi di una voce narrante fuori campo. Mai doppiato in italiano, il film è arrivato anche in Italia solo con l'avvento del DVD.

## La colonna sonora
La colonna sonora di Vampyros Lesbos è un mix di jazz e psichedelia. Composta e arrangiata da Manfred Hübler e Siegfried Schwab, fu pubblicata nel 1969 in due LP, intitolati rispettivamente Psychedelic Dance Party e Sexadelic. Jess Franco utilizzò le 24 tracce in Vampyros Lesbos e negli altri due film girati nell'estate del 1970: Sie tötete in Ekstase e Una Venere senza nome per l'ispettore Forrester.
Ne esistono due ristampe in CD. La prima, completa ma a bassissima tiratura (500 copie), fu pubblicata in Germania dalla Lucertola, con il titolo 3 Films by Jess Franco. L'altra, intitolata Vampyros Lesbos: Sexadelic Dance Music, include soltanto 13 tracce.
Una traccia fu ripresa da Quentin Tarantino in Jackie Brown, come omaggio al regista spagnolo.

### Tracce
L'asterisco indica le tracce presenti in entrambe le edizioni.
- The Lions and the Cucumber*
- Psycho Contact - parte prima
- There's No Satisfaction*
- Psycho Contact - parte seconda
- The Message*
- Psycho Contact - parte terza
- Ghosts or Good or Bad Onions
- Psycho Contact - parte quarta
- Countdown to Nowhere*
- Psycho Contact - parte quinta
- Droge CX 9
- Dedicated to Love*
- People's Playground - versione A*
- We Don't Cry*
- People's Playground - versione B*
- The Ballad of a Fair Singer*
- People's Playground - versione C
- Necronomania*
- Kamasutra*
- People's Playground - versione D
- Shindai Lovers*
- Konkubination
- People's Playground - versione E
- The Six Wisdoms of Aspasia*

## Edizioni DVD
All'estero il film è stato distribuito in DVD in Gran Bretagna (Second Sight), Stati Uniti (Synapse, Image), Spagna (mescolando le due versioni, spagnola e tedesca, quest'ultima doppiata da altri attori) e Giappone.
In Italia è distribuito in DVD prima dalla eMik, poi da Cecchi Gori.